# Municipio de Summerfield (condado de Monroe)
El municipio de Summerfield (en inglés: Summerfield Township) es un municipio ubicado en el condado de Monroe en el estado estadounidense de Míchigan. En el año 2010 tenía una población de 3308 habitantes y una densidad poblacional de 30,17 personas por km².

## Geografía
El municipio de Summerfield se encuentra ubicado en las coordenadas 41°52′13″N 83°42′43″O / 41.87028, -83.71194. Según la Oficina del Censo de los Estados Unidos, el municipio tiene una superficie total de 109.65 km², de la cual 108,72 km² corresponden a tierra firme y (0,85 %) 0,93 km² es agua.

## Demografía
Según el censo de 2010, había 3308 personas residiendo en el municipio de Summerfield. La densidad de población era de 30,17 hab./km². De los 3308 habitantes, el municipio de Summerfield estaba compuesto por el 97,52 % blancos, el 0,24 % eran afroamericanos, el 0,24 % eran amerindios, el 0,27 % eran asiáticos, el 0,97 % eran de otras razas y el 0,76 % eran de una mezcla de razas. Del total de la población el 2,15 % eran hispanos o latinos de cualquier raza.